# Leioproctus paahaumaa
Leioproctus paahaumaa är en biart som beskrevs av Donovan 2007. Leioproctus paahaumaa ingår i släktet Leioproctus och familjen korttungebin. Inga underarter finns listade i Catalogue of Life.